# Figueira Champions Classic
La Figueira Champions Classic è una corsa in linea maschile di ciclismo su strada che si tiene annualmente nel Distretto di Coimbra, in Portogallo. Nata nel 2023, dopo un primo anno nella categoria di gare del circuito UCI Europe Tour classe 1.2., dal 2024 fa parte del circuito UCI ProSeries classe 1.Pro.

## Albo d'oro
Aggiornato all'edizione 2025.
| Anno | Vincitore       | Secondo         | Terzo               |
| ---- | --------------- | --------------- | ------------------- |
| 2023 | Casper Pedersen | Rune Herregodts | Marijn van den Berg |
| 2024 | Remco Evenepoel | Vito Braet      | Simone Velasco      |
| 2025 | António Morgado | Paul Magnier    | Mathias Vacek       |